# Francesco Cungi
Francesco Cungi (Sansepolcro, seconda metà del XVI secolo – non prima del 1597) è stato un pittore italiano.

## Biografia
Nacque a Sansepolcro nella seconda metà del XVI secolo, figlio di Leonardo Cungi e nipote di Giovan Battista. Nel 1587 dipinse il Martirio di San Sebastiano per la Cattedrale di Volterra, incarico di grande importanza che fa supporre che fosse a quest'epoca all'apice della sua maturità artistica. Gli è attribuita inoltre una pala raffigurante le Sante Caterina d'Alessandria, Agata e Lucia, un tempo conservata nel duomo di Sansepolcro e oggi perduta. Nel 1596-97 risultava membro dell'Accademia del Disegno di Firenze.